# Villanueva de los Castillejos
Villanueva de los Castillejos er en by og kommune i det sydvestlige Spanien i provinsen Huelva. Den har et indbyggertal på 2.936 (2024) indbyggere.